# John Hawkes (écrivain)
Pour les articles homonymes, voir John Hawkes.
Œuvres principales
- La Patte du scarabée
- Aventures dans le commerce des peaux en Alaska

John Hawkes, né à Stamford le 17 août 1925 et mort à Providence le 15 mai 1998), est un écrivain américain.

## Biographie
Diplômé d’Harvard, John Hawkes a enseigné à l’université Brown pendant trente ans.
Même s’il a publié son premier roman, Le Cannibale, en 1949, c’est The Lime Twig (1961) qui lui apporte la célébrité. Plus tard, son second roman, The Beetle Leg (1951, La Patte du scarabée 1989), dont le style rappelle T. S. Eliot[Interprétation personnelle ?] et dont l’action se déroule dans les paysages du Montana, est considéré par de nombreux critiques comme une des œuvres majeures du XXe siècle[Lesquels ?]. En 1986, il reçoit en France le prix Médicis étranger pour Aventures dans le commerce des peaux en Alaska.

## Œuvre
- Second Skin 1963
- Le Gluau 1963 Julliard, réédition 1978 Les lettres nouvelles Maurice Nadeau
- Cassandra 1964 Julliard, réédition 1968 Les lettres nouvelles Denoël
- Le Cannibale 1972, Les lettres nouvelles Denoël
- Les Oranges de sang 1973, Les lettres nouvelles Denoël
- La Mort, le Sommeil et un voyageur 1975, Les lettres nouvelles Denoël
- Mimodrame 1976, Les lettres nouvelles Denoël
- Charivari 1977, Les lettres nouvelles Denoël
- L'Homme aux louves 1981, Maurice Nadeau Papyrus
- Les Deux Vies de Virginie 1983, Belfond
- Le Hibou 1985 Alinéa
- Aventures dans le commerce des peaux en Alaska 1986 – prix Médicis étranger, Seuil
- Innocence in extremis 1987
- La Patte du scarabée 1989 (The Beetle Leg, 1951)
- Le Photographe et ses modèles 1989
- Le Cannibale 1992
- Autobiographie d'un cheval 1997